# Chileranthemum pyramidatum
Chileranthemum pyramidatum là một loài thực vật có hoa trong họ Ô rô. Loài này được (Lindau) T.F.Daniel mô tả khoa học đầu tiên năm 1995.